# Manaslu Circuit

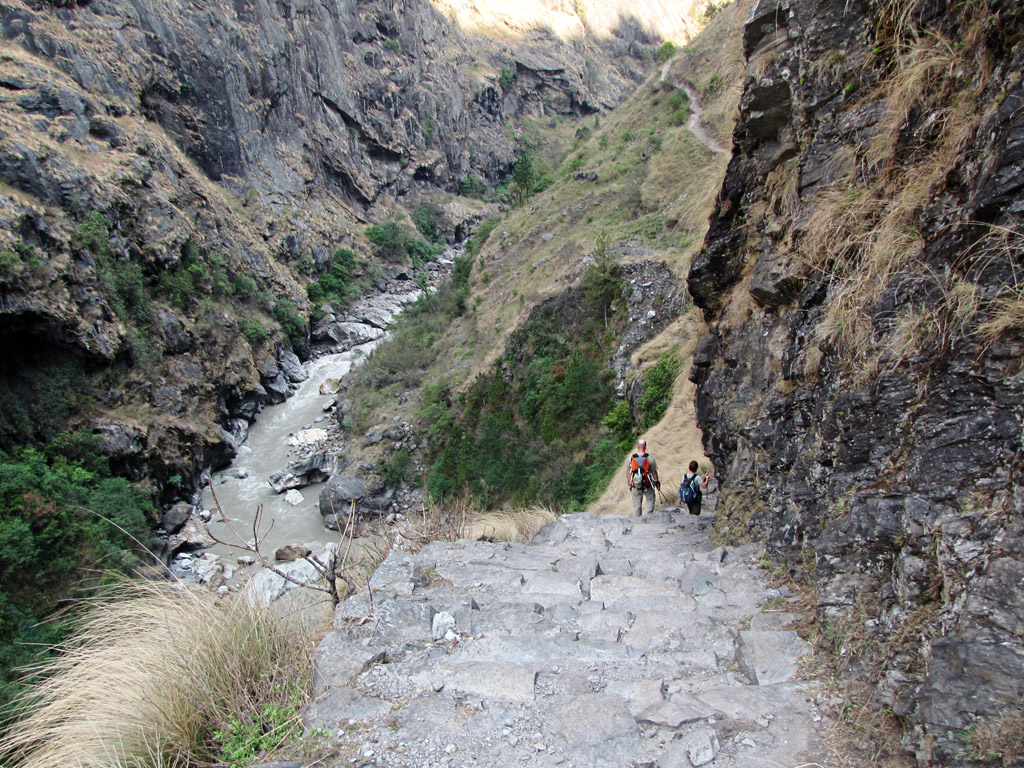

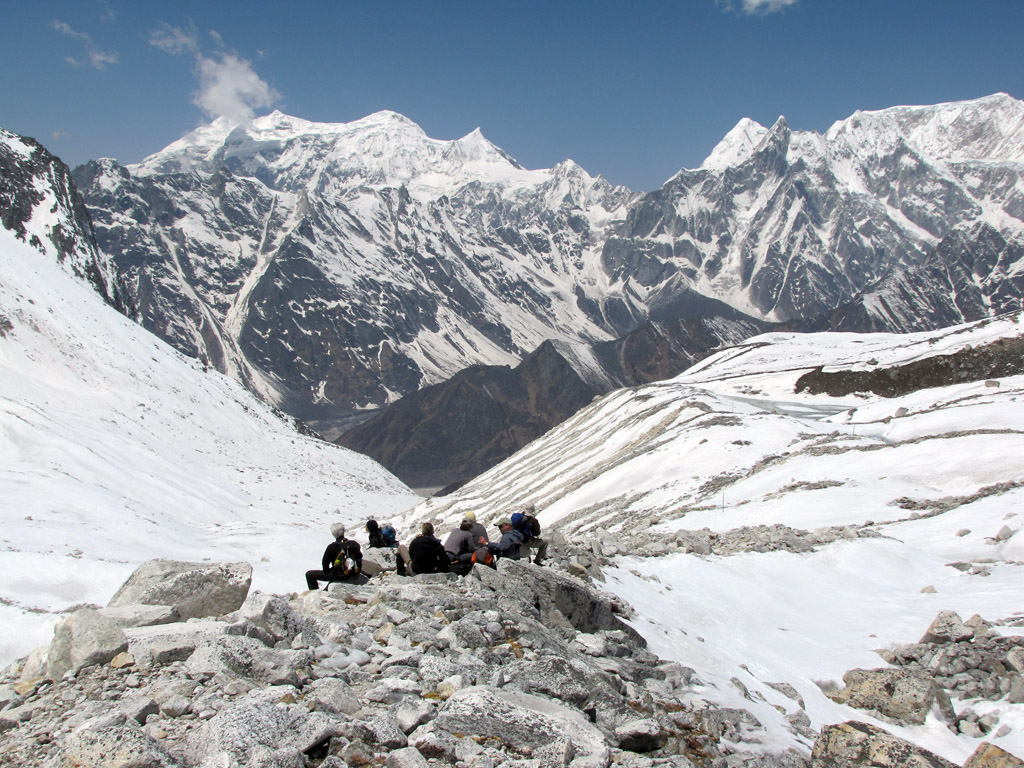
Larkya La, Blick nach Westen

Der Manaslu Circuit ist eine Trekkingroute (Fernwanderweg) um das Manaslu-Gebirgsmassiv im nepalesischen Himalaya, er umrundet mit Barpak auch das Epizentrum des Erdbebens von 2015.
Ausgangspunkt des Fernwanderwegs ist Aarughat (480 m), 20 km östlich der Distrikthauptstadt Gorkha. Der Weg führt den Budhigandaki flussaufwärts über Lho nach Samagaun. Auf diesem Abschnitt bietet sich ein Abstecher in das abgelegene Tsum-Tal an.
Westlich von Samagaun überquert man den 5125 m hohen Gebirgspass Larkya La und steigt in das Flusstal des Dudh Khola nach Westen ab. Bei Thoche erreicht man den Marsyangdi. Dort zweigt der Annapurna-Rundweg ins Manangtal ab. Die Route führt nun flussabwärts nach Besisahar.
Gewöhnlich wird die Strecke in 14–18 Tagen begangen. Da mittlerweile durchgehend Gasthäuser bzw. Camps vorhanden sind, bestehen keine größeren logistischen Herausforderungen, jedoch sind diverse Genehmigungen sowie ein zugelassener Bergführer („Guide“) zwingend erforderlich. Hauptreisezeit ist im Herbst zwischen Oktober und Anfang Dezember sowie im Frühjahr in den Monaten März und April.